# Freyeria putli
Freyeria putli är en fjärilsart som beskrevs av Vincenz Kollar 1848. Freyeria putli ingår i släktet Freyeria och familjen juvelvingar. Inga underarter finns listade i Catalogue of Life.